# Aziz Retzep
Aziz Retzep (* 18. Januar 1992 in Dülmen) ist ein deutsch-griechischer Fußballspieler. Der Torhüter absolvierte einen Profieinsatz für den Drittligisten Preußen Münster.

## Karriere
Retzep wechselte 2007 von der TSG Dülmen zum SC Preußen Münster. Seit 2011 gehört er zum Kader der zweiten Mannschaft der Münsteraner, die in der Saison 2013/14 in der Verbandsliga Westfalen spielt. Gelegentlich stand er auch im Kader der Profimannschaft. Am 21. Februar 2014 gab Retzep sein Drittligadebüt, als er in der Partie beim VfB Stuttgart II (0:0) für den Feldspieler Benjamin Siegert eingewechselt wurde, nachdem Torwart Daniel Masuch die Rote Karte gesehen hatte. Retzep verließ die Preußen im Sommer 2014 und schloss sich dem Breitensportverein SG Coesfeld 06 an, dessen Fußballmannschaft in der Kreisliga spielte. Nach zwei Jahren wechselte er zur Saison 2016/17 zum Westfalenligisten SpVgg Vreden. Es folgten Engagements beim 1. FC Gievenbeck und beim VfL Senden, ehe er 2018 zurück zur TSG Dülmen ging.